# 錢善華
錢善華，國立臺灣師範大學音樂系教授、民族音樂研究所教授，曾任師大音樂學院院長，研究專長包括作曲、音樂理論、西洋音樂史、合唱指揮以外，也包含世界音樂、亞洲音樂、南島語族音樂、臺灣原住民音樂研究等民族音樂學。
錢善華在1972年入師大音樂系就讀，在學期間從戴序倫、鄭秀玲教授習聲樂，並從劉德義教授習作曲。1978年赴美深造，就讀於加州大學，從休斯第教授（J. Huszti）習合唱指揮、奧德卡教授（P. Odegard）習作曲，及香森巴哈教授（M. Schazenbech）習聲樂，修得碩士學位後返國，1984年赴奧地利維也納國立音樂院進修，從大衛教授（T.C. David）及博特教授（F.Burt）專攻作曲。1986年維也納國立音樂院畢業，獲得作曲家文憑。
作品包含獨唱、獨奏、合唱、室內樂及管弦樂曲多首，且致力於臺灣原住民、南島語系民族音樂研究；曾獲得貝爾格基金會（Alban Berg Stiftung）作曲獎學金、文建會音樂創作甄選獎及文建會委託創作。曾任國立臺灣師範大學音樂系主任、民族音樂研究所所長，臺大、金穗、音契、師大音樂系、臺北基督教青年會等合唱團指揮，中華民國音樂教育學會理事長及國際現代音樂協會臺灣分會理事長。

## 學歷
- 美國加州大學爾灣分校碩士
- 國立臺灣師範大學音樂系藝術學士
- 國立維也納音樂院 (現國立維也納音樂大學)作曲家文憑

## 作品
- 2014	南島情
- 2014	系列VII為獨唱
- 2014	南島頌
- 2013	西出陽關
- 2012	席慕蓉詩三首：七里香、飲酒歌、祈禱詞
- 2011	輕舟已過萬重山
- 2011	這裡有我最多的愛
- 2009	海之頌
- 2009	系列 VI
- 2008	Pianoforte
- 2006	室內樂2006
- 2005	室內樂2005
- 2004	系列 V
- 2001	系列 IV
- 2000	深夜裡聽到樂聲
- 1999	系列Ⅲ
- 1997	系列II
- 1996	系列Ⅰ

## 外部連結
- 臺灣音樂群像 錢善華 （页面存档备份，存于）